# Michael Zager
Michael Zager  (Passaic, 3 de janeiro de 1943) é um produtor, arranjador musical, cantor e compositor.
De meados da década de 1970 ao início dos anos 80, teve um destacado trabalho com R&B e com a música disco, principalmente como produtor.
Durante este período ele trabalhou com muitos artistas de soul, incluindo Peabo Bryson (em seu primeiro álbum, de 1975), Johnny "Guitar" Watson (em seu álbum That's What Time It Is), Patti Day, Ronnie Dyson, Saint & Stephanie (em 1979), Cissy Houston (em 1979), The Detroit Spinners (Cupid / I've Loved You For A Long Time em 1980) e Alvin Fields em Special Delivery, de 1981.
Como artista, formou o grupo Michael Zager Band e lançou um sucesso disco': a música Let's All Chant (chegou ao Top 10 no Reino Unido) através do selo Private Stock, em 1978.
Em 1980, seu álbum Zager incluía a música Time Heals Every Wound com os vocais de Deniece Williams.
O álbum também trazia duas músicas com vocais de Luther Vandross.

## Discografia
Singles:
- Do it with feeling (Bang, 1977)
- Let's all chant / Love Express (Private Stock, 1977)
- Music fever / Freak (Private Stock, 1978)
- Life's a party (Private Stock, 1979) - vocais de Whitney Houston e sua mãe, Cissy Houston
- You don't know a good thing (Columbia/EMI, 1979)
- Don't sneak on me (Columbia/EMI, 1980)
- Time heals every wound (Columbia/EMI, 1980)
- Dr. Rhythm (Columbia/EMI, 1981)

Álbuns
- Let's All Chant (Private Stock 1978)
- Life's a Party (Private Stock 1979)
- Zager (EMI 1980)